# Watispråk
Watispråk är en underspråkgrupp av den Sydvästra Pama-Nyunganska underspråkfamiljen. Det är osäkert vad har lett till språkgruppens stora talarområde: invandrande eller språkskift. Gruppen består av tolv australiska aboriginska språk:
- Martuwangkiska språk 
  - Martu Wangka
  - Wanman
  - Yulparija
- Pintupiska språk 
  - Kukatja
  - Pintupi-Luritja
  - Pintiini
  - Ngaanyatjarra
  - Pitjantjatjara
  - Yankunytjatjara
- Oklassificerade watispråk 
  - Kokata
  - Antakarinya
  - Pini